# Тотолапа (муниципалитет)
Тотолапа (исп. Totolapa) — муниципалитет в Мексике, штат Чьяпас, с административным центром в одноимённом посёлке. Численность населения, по данным переписи 2020 года, составила 7211 человек.

## Общие сведения
Название Totolapa с ацтекского можно перевести как — река птиц.
Площадь муниципалитета равна 168,5 км², что составляет 0,2 % от площади штата, а наиболее высоко расположенное поселение Эль-Триунфо, находится на высоте 1051 метр.
Он граничит с другими муниципалитетами Чьяпаса: на севере с Сан-Лукасом и Сан-Кристобаль-де-лас-Касасом, на востоке с Теопиской, на юге с Николас-Руисом и Венустиано-Каррансом, на западе с Акалой и Чьяпильей.

## Учреждение и состав
Муниципалитет был образован в 1915 году, по данным 2020 года в его состав входит 20 населённых пунктов, самые крупные из которых:
| Код INEGI                  | Населённый пункт                                                                  | Численность населения (2005 год) | Численность населения (2010 год) | Численность населения (2020 год) |
| -------------------------- | --------------------------------------------------------------------------------- | -------------------------------- | -------------------------------- | -------------------------------- |
| 098                        | Всего                                                                             | 5839                             | 6375                             | 7211                             |
| 0001                       | Тотолапа (исп. Totolapa) 16°32′41″ с. ш. 92°40′49″ з. д. (административный центр) | 4317                             | 4596                             | 4600                             |
| 0010                       | Понсиано-Арриага (исп. Ponciano Arriaga) 16°29′23″ с. ш. 92°37′32″ з. д.          | 750                              | 795                              | 792                              |
| 0048                       | Санта-Сесилия (исп. Santa Cecilia) 16°32′41″ с. ш. 92°39′56″ з. д.                | —                                | 210                              | 515                              |
| 0015                       | Вилья-де-Гуадалупе (исп. Villa de Guadalupe) 16°30′18″ с. ш. 92°42′07″ з. д.      | 289                              | 281                              | 361                              |
| 0045                       | Эль-Параисо (исп. El Paraíso) 16°29′49″ с. ш. 92°39′30″ з. д.                     | 84                               | 106                              | 250                              |
| 0044                       | Нуэво-Долорес (исп. Nuevo Dolores) 16°29′40″ с. ш. 92°39′27″ з. д.                | 81                               | 107                              | 178                              |
| 0017                       | Ла-Мерсед (исп. La Merced) 16°29′57″ с. ш. 92°40′44″ з. д.                        | 3                                | 30                               | 168                              |
| —                          | Прочие                                                                            | 315                              | 250                              | 347                              |
| Названия на карте Генштаба |                                                                                   |                                  |                                  |                                  |

## Экономическая деятельность
По статистическим данным 2000 года, работоспособное население занято по секторам экономики в следующих пропорциях:
- сельское хозяйство и скотоводство — 89,5 % ;
- промышленность и строительство — 2,3 %;
- торговля, сферы услуг и туризма — 7,4 %;
- безработные — 0,8 %.

## Инфраструктура
По статистическим данным 2020 года, инфраструктура развита следующим образом:
- электрификация: 98,5 %;
- водоснабжение: 59,8 %;
- водоотведение: 96,9 %.

## Туризм
В муниципалитете можно побывать на руинах Сан-Дионисио, обнаруженных в конце XIX века, на водопаде Чорро, а также на различных праздниках и фестивалях.